# Finale UEFA Champions League 2018
De UEFA Champions Leaguefinale van het seizoen 2017/18 was de 26e finale in de geschiedenis van het toernooi. De wedstrijd werd gespeeld op 26 mei 2018 in het NSK Olimpiejsky in Kiev. Real Madrid won met 3–1 van Liverpool. De Spaanse club won de beker met de grote oren voor de derde keer op rij. De Champions League bestaat sinds 1992 en volgde de Europacup 1 op.
De vier doelpunten vielen in de tweede helft. Liverpool kon de hele wedstrijd Real Madrid goed tegenstand bieden. De wedstrijd werd bepaald door twee doelpunten van Gareth Bale voor Real Madrid, waarvan de eerste een schitterende omhaal was, maar evenzeer door twee fouten van de keeper Karius van Liverpool.

## Organisatie
Het UEFA Executive Committee koos op 15 september 2016 het NSK Olimpiejsky in Kiev als locatie voor de finale van de Champions League van 2017/2018. Nooit eerder vond er een Europese bekerfinale voor clubs plaats in het stadion. Het is ook de eerste keer dat er een Europese bekerfinale in Oekraïne wordt gespeeld. In 2012 was Kiev wel een van de speelsteden op het EK in Polen en Oekraïne. Er werden toen vijf wedstrijden gespeeld in het NSK Olimpiejsky, waaronder de finale tussen Spanje en Italië.
De Oekraïner Andrij Sjevtsjenko, bondscoach van Oekraïne en oud-speler van onder meer AC Milan en Chelsea, werd in augustus 2017 gekozen als ambassadeur van de finale. De gewezen spits won in 2003 met Milan de Champions League. In de finale tegen Juventus scoorde hij toen in de strafschoppenreeks de beslissende penalty. Hij bereikte in 2005 met Milan opnieuw de finale, maar miste hij in de strafschoppenreeks de beslissende penalty, waardoor Liverpool de beker won.
De Engelse zangeres Dua Lipa heeft tijdens de openingsceremonie opgetreden.

## Voorgeschiedenis

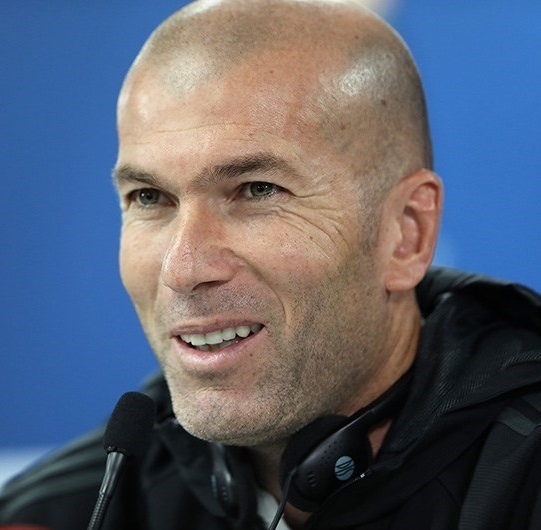
Real-trainer Zinédine Zidane won de Champions League voor de derde keer.

Real Madrid stond voor de vierde keer in vijf jaar in de finale en kon de prijs voor de derde keer op rij winnen. De Spaanse club was ook recordhouder; in totaal had het de beker met de grote oren al twaalf keer gewonnen. Liverpool stond voor het eerst sinds 2007 in de finale. Het verloor toen met 2–1 van AC Milan. De Engelse club had de trofee al vijf keer gewonnen. Eind jaren 1970 had Liverpool onder leiding van coach Bob Paisley zowel het Engelse als het Europese voetbal gedomineerd. Het won toen op enkele seizoenen tijd de UEFA Cup en drie keer de Europacup I, de voorloper van de Champions League. De laatste eindzege op het kampioenenbal dateerde van 2005. Liverpool haalde toen tegen Milan een achterstand van drie doelpunten op en won uiteindelijk na strafschoppen.
Beide teams hadden elkaar al drie keer getroffen in Europa. In 1981 had Liverpool met 1–0 van Real gewonnen in de finale van de Europacup I. Alan Kennedy scoorde toen het enige doelpunt van de wedstrijd. In het seizoen 2008/09 hadden Real en Liverpool twee keer tegen elkaar gespeeld in de 1/8 finale van de Champions League. De Engelsen wonnen toen zowel de heen- als terugwedstrijd zonder een tegendoelpunt (0–1, 4–0). De derde confrontatie was in het seizoen 2014/15. Beide teams speelden toen  in de groepsfase tegen elkaar. Real won twee keer (0–3, 1–0) en werd groepswinnaar, terwijl Liverpool derde werd en naar de UEFA Europa League werd doorverwezen.
Als trainer kon Zinédine Zidane de trofee voor de derde keer achter elkaar winnen om zo het record van Bob Paisley en Carlo Ancelotti te evenaren. Als speler had hij de beker in 2002 al eens gewonnen. Real won toen met 2–1 van Bayer Leverkusen na onder meer een doelpunt van de Fransman. Voor Liverpool-coach Jürgen Klopp was het de eerste keer dat hij met Liverpool de finale bereikte. In 2013 had hij de finale als trainer van Borussia Dortmund al eens bereikt. Hij verloor toen met 2–1 van Bayern München na een laat doelpunt van Arjen Robben.

## Weg naar de finale

### Real Madrid
Titelverdediger Real Madrid begon met twee zeges aan de groepsfase. Eerst werd er makkelijk gewonnen van APOEL Nicosia (3–0) dankzij onder meer twee goals van Cristiano Ronaldo, twee weken later ging ook Borussia Dortmund (1–3) voor de bijl. Nadien volgde een dubbele confrontatie tegen Tottenham Hotspur, dat samen met Real aan de leiding stond in de groep. Via een eigen doelpunt van Raphaël Varane kwamen de Engelsen op voorsprong in Madrid, maar Ronaldo kon via een strafschop nog voor de rust de gelijkmaker scoren. Het bleef uiteindelijk 1–1, waardoor beide teams samen aan de leiding bleven. Enkele weken later won Tottenham voor eigen supporters de terugwedstrijd met 3–1. Tottenham kwam zo alleen aan de leiding. Real won zijn twee laatste groepswedstrijden. Eerst werd APOEL met 6–0 ingeblikt, vervolgens werd er ook opnieuw van Dortmund gewonnen. Real kwam 2–0 voor, maar dankzij twee goals van Pierre-Emerick Aubameyang leken de Duitsers alsnog een punt uit de brand te slepen. In het slot van de wedstrijd bezorgde Lucas Vázquez zijn team alsnog drie punten. Omdat ook Tottenham geen punten liet liggen in de laatste wedstrijden eindigde Real Madrid als tweede in de groep. Die tweede plaats betekende een zwaardere loting voor de Spanjaarden. In de 1/8 finale mocht het team van trainer Zinédine Zidane het opnemen tegen Paris Saint-Germain, dat in de zomer van 2017 het transferrecord gebroken had bij het aantrekken van de Braziliaanse aanvaller Neymar. De Franse club kwam in de heenwedstrijd in Madrid op voorsprong via Adrien Rabiot, maar zakte nadien in elkaar. Madrid sloeg in de tweede helft genadeloos toe en scoorde nog drie keer. Late goals van Ronaldo en Marcelo zorgden ervoor dat Real met een comfortabele uitgangspositie naar Parijs kon. Bovendien raakte Neymar in de aanloop naar de terugwedstrijd zwaar geblesseerd. Real klaarde de klus door met 1–2 te winnen in het Parc des Princes. De kwartfinale was een heruitgave van de Champions Leaguefinale van 2017. Opnieuw mocht Real het opnemen tegen het Juventus van trainer Massimiliano Allegri. De Spanjaarden wonnen de heenwedstrijd in Turijn overtuigend met 0–3 na onder meer een omhaaldoelpunt van Ronaldo. Door de ruime uitzege leek Real al zo goed als zeker van een plaats in de halve finale, maar de terugwedstrijd werd spannender dan verwacht. Een ontketend Juventus kwam in Madrid dankzij onder meer twee goals van Mario Mandžukić eveneens 0–3 voor. Het duel leek op weg naar verlengingen, tot Real in de extra tijd een strafschop kreeg voor een overtreding op invaller Vázquez. De Italiaanse doelman en aanvoerder Gianluigi Buffon stormde furieus op de scheidsrechter af en kreeg, in wat zijn laatste Champions Leaguewedstrijd was, een rode kaart. Wat later zette Ronaldo de strafschop om, waardoor Real in extremis aan het langste eind trok. In de halve finale nam Real het op tegen Bayern München. De Spanjaarden wonnen de heenwedstrijd in Duitsland ondanks een vroeg tegendoelpunt van Joshua Kimmich met 1–2, via goals van Marcelo en Marco Asensio. Ook in de terugwedstrijd bracht Kimmich zijn team snel op voorsprong. Real scoorde nadien twee keer tegen via Benzema. Real-huurling James Rodríguez bracht de score vervolgens opnieuw in evenwicht. Bayern probeerde ook nog een derde treffer te scoren, maar ondanks veel doelpogingen bleef het uiteindelijk 2–2, waardoor Real opnieuw naar de finale mocht.

### Liverpool
Liverpool begon in de play-offs aan het kampioenenbal. De Engelse club schakelde in de laatste voorronde met twee overwinningen Hoffenheim uit. In de groepsfase ontliep Liverpool de echte topclubs, maar toch moesten de Engelsen knokken om groepswinst te behalen. Liverpool begon met twee gelijke spelen, tegen Sevilla (2–2) en Spartak Moskou (1–1), aan de groepsfase en belandde zo samen met Spartak op een gedeelde tweede plaats. Nadien blikte Liverpool het Sloveense NK Maribor in met 0–7. Zowel Roberto Firmino als Mohamed Salah scoorde in dat duel twee keer. Enkele weken later won Liverpool ook voor eigen supporters makkelijk van de Slovenen (3–0). Door de twee opeenvolgende zeges sprong het team van trainer Jürgen Klopp over Sevilla naar de leidersplaats. In november 2017 speelden Sevilla en Liverpool opnieuw gelijk tegen elkaar. Liverpool kwam in de eerste helft 0–3 voor, maar gaf de voorsprong nog uit handen. Dankzij onder meer een late goal van Guido Pizarro werd het nog 3–3 in Sevilla. Op de slotspeeldag won Liverpool met 7–0 van Spartak Moskou. Philippe Coutinho, die enkele weken later naar FC Barcelona zou verhuizen, blonk in het duel uit met een hattrick. Door de zege waren de Engelsen zeker van groepswinst. In de 1/8 finale mocht Liverpool het opnemen tegen FC Porto. Klopp zag hoe zijn team al in de heenwedstrijd de klus klaarde door overtuigend met 0–5 te winnen van een zwak Porto. Sadio Mané was met een hattrick de uitblinker. De overbodig geworden terugwedstrijd eindigde in een scoreloos gelijkspel. In de kwartfinale wachtte Manchester City, dat in de Engelse competitie ondanks een ruime voorsprong op Liverpool al eens verloren had van het elftal van Klopp. Ook op het kampioenenbal trok Liverpool aan het langste eind. De heenwedstrijd op Anfield werd overtuigend met 3–0 gewonnen. Zes dagen later volgde de terugwedstrijd. Manchester City kwam in de eerste helft snel op voorsprong en zag ook nog een geldig doelpunt afgekeurd worden, maar na de rust maakte Liverpool de klus af door twee keer te scoren. In de halve finale deed Liverpool al in de heenwedstrijd een gouden zaak door voor eigen supporters met 5–2 te winnen. Opnieuw scoorde zowel Salah als Firmino twee keer. In de terugwedstrijd probeerde Roma de scheve situatie nog recht te zetten, maar het was Liverpool dat in de eerste helft twee keer op voorsprong kwam. Roma won uiteindelijk nog met 4–2, maar de finaleplaats van Liverpool kwam niet meer in gevaar.

## Wedstrijddetails
|                           |                           |       |           |                                                                                   |
| 26 mei 2018 20:45 (UTC+2) | Real Madrid               | 3 – 1 | Liverpool | NSK Olimpiejsky, Kiev Toeschouwers: 61.561 Scheidsrechter: Milorad Mažić (Servië) |
| 26 mei 2018 20:45 (UTC+2) | Benzema 51' Bale 64', 83' |       | 55' Mané  | NSK Olimpiejsky, Kiev Toeschouwers: 61.561 Scheidsrechter: Milorad Mažić (Servië) |

| Real Madrid | Liverpool |

| Real Madrid:    |    |                   |     |
|                 |    |                   |     |
| GK              | 1  | Keylor Navas      |     |
| RB              | 2  | Daniel Carvajal   | 37' |
| CB              | 5  | Raphaël Varane    |     |
| CB              | 4  | Sergio Ramos      |     |
| LB              | 12 | Marcelo           |     |
| CM              | 10 | Luka Modrić       |     |
| DM              | 14 | Casemiro          |     |
| CM              | 8  | Toni Kroos        |     |
| AM              | 22 | Isco              | 61' |
| CF              | 9  | Karim Benzema     | 89' |
| CF              | 7  | Cristiano Ronaldo |     |
| Wisselspelers:  |    |                   |     |
| DF              | 6  | Nacho             | 37' |
| FW              | 11 | Gareth Bale       | 61' |
| GK              | 13 | Kiko Casilla      |     |
| DF              | 15 | Theo Hernández    |     |
| MF              | 17 | Lucas Vázquez     |     |
| MF              | 20 | Marco Asensio     | 89' |
| MF              | 23 | Mateo Kovačić     |     |
| Coach:          |    |                   |     |
| Zinédine Zidane |    |                   |     |

| Liverpool FC:  |    |                        |     |
|                |    |                        |     |
| GK             | 1  | Loris Karius           |     |
| RB             | 66 | Trent Alexander-Arnold |     |
| CB             | 6  | Dejan Lovren           |     |
| CB             | 4  | Virgil van Dijk        |     |
| LB             | 26 | Andrew Robertson       |     |
| CM             | 5  | Georginio Wijnaldum    |     |
| DM             | 14 | Jordan Henderson       |     |
| CM             | 7  | James Milner           | 83' |
| RW             | 11 | Mohamed Salah          | 30' |
| CF             | 9  | Roberto Firmino        |     |
| LW             | 19 | Sadio Mané             | 82' |
| Wisselspelers: |    |                        |     |
| DF             | 2  | Nathaniel Clyne        |     |
| DF             | 17 | Ragnar Klavan          |     |
| DF             | 18 | Alberto Moreno         |     |
| MF             | 20 | Adam Lallana           | 30' |
| GK             | 22 | Simon Mignolet         |     |
| MF             | 23 | Emre Can               | 83' |
| FW             | 29 | Dominic Solanke        |     |
| Coach:         |    |                        |     |
| Jürgen Klopp   |    |                        |     |